# Вила-Нова-де-Анья
Вила-Нова-де-Анья (порт. Vila Nova de Anha) — район (фрегезия) в Португалии, входит в округ Виана-ду-Каштелу. Является составной частью муниципалитета Виана-ду-Каштелу. По старому административному делению входил в провинцию Минью. Входит в экономико-статистический субрегион Минью-Лима, который входит в Северный регион. Население составляет 2513 человека на 2001 год. Занимает площадь 9,12 км².
Покровителем района считается Иаков Зеведеев (порт. S. Tiago).